# Compressione dell'impulso
La compressione dell'impulso è una tecnica di elaborazione dei segnali usata principalmente nei sistemi radar, sonar e in  ecografia per aumentare il range di risoluzione spaziale così come il rapporto segnale/rumore. Ciò è ottenuto modulando l'impulso trasmesso e correlando il segnale ricevuto con l'impulso trasmesso.

## Impulso semplice

### Descrizione del segnale
Il più semplice segnale che un radar ad impulsi può trasmettere è un impulso sinusoide di ampiezza {\displaystyle \scriptstyle A} e frequenza portante, {\displaystyle \scriptstyle f_{0}}, troncato da una funzione rettangolare di periodo {\displaystyle \scriptstyle T} ed è trasmesso periodicamente con un certo periodo PRT (Pulse Repetition Time). Dobbiamo considerare solo un singolo impulso, {\displaystyle \scriptstyle s}. Se assumiamo che l'impulso inizi al tempo {\displaystyle \scriptstyle t\,=\,0}, il segnale può essere scritto nel seguente modo usando la notazione complessa:

### Range di risoluzione
Determiniamo la gamma di risoluzione che può essere ottenuta con un simile segnale. Il segnale di ritorno, scritto {\displaystyle \scriptstyle r(t)}, è una copia attenuata e shiftata nel tempo del segnale originale (in realtà l'effetto Doppler può giocare un ruolo rilevante se il target è in moto radiale rispetto al radar). C'è anche il rumore nel segnale entrante, sia nel canale reale che in quello immaginario, e che assumeremo essere bianco e gaussiano (questa assunzione generalmente regge nella realtà); scriviamo {\displaystyle \scriptstyle B(t)} per denotare questo rumore. Per rilevare il segnale entrante che è misto al rumore viene solitamente usato un filtraggio adattato. Questo metodo è ottimo quando un segnale noto deve essere rilevato immerso nel rumore additivo gaussiano.
In altre parole si calcola la cross-correlazione tra il segnale ricevuto corrotto da rumore con il segnale originariamente trasmesso. Questa correlazione si ottiene attraverso una convoluzione del segnale entrante r(t) con il complesso coniugato e ribaltato nel tempo del segnale trasmesso s(t). Questa operazione può essere fatta sia via software sia via hardware. Scriviamo {\displaystyle \scriptstyle <s,\,r>(t)} per questa correlazione. Abbiamo:
se il segnale riflesso torna indietro al ricevitore al tempo {\displaystyle \scriptstyle t_{r}} ed è attenuato di un fattore {\displaystyle \scriptstyle K}, questo porta a scrivere:
Dal momento che conosciamo il segnale trasmesso otteniamo:
dove {\displaystyle \scriptstyle B'(t)}, il risultato dell'intercorrelazione tra il rumore e il segnale trasmesso, rimane un rumore bianco di caratteristiche uguali a {\displaystyle \scriptstyle B(t)} dal momento che non è correlato al segnale trasmesso. La funzione {\displaystyle \Lambda } è una funzione triangolo, il suo valore è 0 in {\displaystyle \scriptstyle [-\infty ,\,-{\frac {1}{2}}]\,\cup \,[{\frac {1}{2}},\,+\infty ]}, esso aumenta linearmente in {\displaystyle \scriptstyle [-{\frac {1}{2}},\,0]} dove raggiunge il suo massimo 1, e decresce linearmente in {\displaystyle \scriptstyle [0,\,{\frac {1}{2}}]} finché torna a 0 nuovamente. Le figure alla fine del paragrafo mostrano la forma dell'intercorrelazione per un segnale campionato (in rosso), in questo caso un seno reale troncato, di durata {\displaystyle \scriptstyle T\,=\,1} secondi, di ampiezza unitaria e frequenza {\displaystyle \scriptstyle f_{0}\,=\,10} hertz. Due echi (in blu) tornano indietro con un ritardo di 3 e 5 secondi rispettivamente e hanno un'ampiezza uguale a 0.5 e 0.3; questi sono già valori casuali per il ben dell'esempio. Dal momento che il segnale è reale, l'intercorrelazione è pesata da un fattore addizionale pari a {\displaystyle \scriptstyle {\frac {1}{2}}}.
Se due impulsi tornano indietro vicini nel tempo, l'intercorrelazione è uguale alla somma dell'intercorrelazione dei due segnali elementari. Per distinguere un inviluppo triangolare da quello dell'altro impulso, è chiaro che il tempo di arrivo dei due impulsi deve essere separato almeno di {\displaystyle \scriptstyle T} così che i massimi di entrambi gli impulsi possano essere separati. Se questa condizione non è rispettata, entrambi i triangoli saranno sovrapposti insieme e sarà impossibile separarli.
Dal momento che la distanza coperta da un'onda durante {\displaystyle \scriptstyle T} è {\displaystyle \scriptstyle cT} (dove c è la velocità dell'onda nel mezzo), e dal momento che la distanza corrisponde al tempo di andata e ritorno (round trip time), otteniamo:
La gamma di risoluzione con un impulso sinuisoidale è {\displaystyle \scriptstyle {\frac {1}{2}}cT}, dove {\displaystyle \scriptstyle T} è la durata dell'impulso e {\displaystyle \scriptstyle c}, la velocità dell'onda. Conclusioni: per aumentare la risoluzione la lunghezza dell'impulso deve essere ridotta.
| Prima del filtraggio matched | Dopo il filtraggio matched |
| ---------------------------- | -------------------------- |
|                              |                            |
|                              |                            |

### Energia richiesta per trasmettere il segnale
La potenza istantanea dell'impulso trasmesso è {\displaystyle \scriptstyle P(t)\,=\,|s|^{2}(t)}. L'energia contenuta nel segnale è:
Allo stesso modo, l'energia nell'impulso ricevuto è {\displaystyle \scriptstyle E_{r}\,=\,K^{2}A^{2}T}. Se {\displaystyle \scriptstyle \sigma } è la deviazione standard del rumore, il rapporto segnale rumore (SNR) al ricevitore è:
L'SNR aumenta con la durata dell'impulso se gli altri parametri sono fissati. Questo è in contrasto con le esigenze di risoluzione viste sopra dal momento che generalmente si vuole un'alta risoluzione.

## Compressione dell'impulso attraverso modulazione di frequenza lineare (chirp)

### Principi di base
Come si può ottenere allora un impulso abbastanza largo (per avere ancora un buon SNR al ricevitore) senza avere una bassa risoluzione? Questo è il punto in cui la compressione dell'impulso entra in azione come evidenziato in figura. Il principio base è il seguente:
- un segnale è trasmesso, con una lunghezza abbastanza grande così che il bilancio energetico è corretto
- questo segnale è progettato in modo tale che dopo il filtraggio adattato, l'ampiezza dei segnali intercorrelati è più piccola dell'ampiezza ottenuta da un impulso sinuisoidale come spiegato sopra (da cui il nome della tecnica: compressione dell'impulso).

Nelle applicazioni radar e sonar, segnali di chirp lineari sono i più tipici segnali usati per ottenere una compressione dell'impulso. L'impulso, essendo di lunghezza finita, ha l'ampiezza tipica di una funzione rettangolare. Se il segnale trasmesso ha una durata {\displaystyle \scriptstyle T}, inizia a {\displaystyle \scriptstyle t\,=\,0} e spazza linearmente la banda di frequenze {\displaystyle \scriptstyle \Delta f} centrate sulla portante {\displaystyle \scriptstyle f_{0}}, questo può essere scritto:
N.B. il chirp è scritto in modo tale per cui la fase del segnale di chirp (cioè l'argomento dell'esponenziale complesso), è:
così la frequenza istantanea è (per definizione):
la rampa lineare che va da {\displaystyle \scriptstyle f_{0}\,-\,{\frac {\Delta f}{2}}} per {\displaystyle \scriptstyle t\,=\,0} a {\displaystyle \scriptstyle f_{0}\,+\,{\frac {\Delta f}{2}}} per {\displaystyle \scriptstyle t\,=\,2T}.

### Intercorrelazione tra segnale trasmesso e segnale ricevuto
Come per l'impulso semplice calcoliamo ora l'intercorrelazione tra il segnale trasmesso ed il segnale ricevuto. Per semplificare le cose,  considereremo che il chirp non è scritto come sopra, ma in una forma alternativa ed equivalente per il risultato finale:
Dal momento che l'intercorrelazione è uguale (salvo per il fattore di attenuazione {\displaystyle K}) alla funzione di autocorrelazione {\displaystyle \scriptstyle s_{c'}}, questo è ciò che consideriamo:
Può essere mostrato che la funzione di autocorrelazione {\displaystyle s_{c'}} è:
La funzione di autocorrelazione massima {\displaystyle \scriptstyle s_{c'}} è raggiunta a 0. Attorno a 0, questa funzione si comporta come un termine sinc. L'ampiezza temporale di −3 dB del seno cardinale è più o meno uguale a {\displaystyle \scriptstyle T'\,=\,{\frac {1}{\Delta f}}}. Tutto accade come se, dopo il filtraggio adattato, abbiamo ottenuto la risoluzione che abbiamo raggiunto con l'impulso semplice di durata {\displaystyle \scriptstyle T'}. Per i valori comuni di {\displaystyle \scriptstyle \Delta f}, {\displaystyle \scriptstyle T'} è più piccolo di {\displaystyle \scriptstyle T}, da cui il nome compressione dell'impulso.
Dal momento che il seno cardinale può avere fastidiosi lobi laterali, una pratica comune è filtrare il risultato attraverso una finestra (Hamming, Hann, etc.). In pratica, questo può essere fatto allo stesso tempo del filtraggio adattato moltiplicando il chirp di riferimento con il filtro. Il risultato sarà un segnale con una ampiezza massima strettamente più bassa, ma i lobi laterali saranno filtrati via, che è la cosa più importante.
La risoluzione in distanza raggiungibile con una modulazione in frequenza lineare di un impulso su un'ampiezza di banda {\displaystyle \scriptstyle \Delta f} è: {\displaystyle \scriptstyle {\frac {c}{2\Delta f}}} dove {\displaystyle \scriptstyle c} è la velocità dell'onda.
Il rapporto {\displaystyle \scriptstyle {\frac {T}{T^{\prime }}}\,=\,T\Delta f} è il rapporto di compressione. Esso è generalmente più grande di 1 (usualmente il suo valore è da 20 a 30).
|  |  |

### Aumento del SNR attraverso la compressione dell'impulso
L'energia del segnale non varia durante la compressione dell'impulso. Ad ogni modo, è ora localizzato nel lobo principale del seno cardinale, la cui larghezza temporale è approssimativamente {\displaystyle \scriptstyle T'\,\approx \,{\frac {1}{\Delta f}}}. Se {\displaystyle \scriptstyle P} è la potenza del segnale prima della compressione, e {\displaystyle \scriptstyle P'} la potenza del segnale dopo la compressioner, abbiamo:
che conduce a:
Inoltre la potenza del rumore non cambia attraverso l'intercorrelazione dal momento che non è correlato all'impulso trasmesso (è totalmente casuale). Come conseguenza:
Dopo la compressione dell'impulso, la potenza del segnale ricevuto può essere considerata come amplificata di {\displaystyle \scriptstyle T\Delta f}. Questo guadagno addizionale può essere inserito nell'equazione del radar.
|  |  |

## Compressione dell'impulso attraverso codifica di fase
Esistono altri mezzi per modulare il segnale. La modulazione di fase è una tecnica comunemente usata; in questo caso l'impulso è suddiviso in slot temporali {\displaystyle \scriptstyle N} di durata {\displaystyle \scriptstyle {\frac {T}{N}}} per i quali la fase all'origine è scelta in accordo ad una convenzione prestabilita. Per esempio è possibile non cambiare la fase di qualche slot temporale (che conduce a lasciare il segnale così com'è, in quegli slot temporali) e sfasare il segnale in altri slot attraverso {\displaystyle \scriptstyle \pi } (che è equivalente a cambiare il segno del segnale). L'esatto modo di scegliere la sequenza delle fasi {\displaystyle \scriptstyle \{0,\,\pi \}} è operato in accordo con una tecnica conosciuta come Barker Code. È possibile codificare la sequenza su più di due fasi (codifica polifase). Come con un chirp lineare, la compressione dell'impulso è ottenuta attraverso un'intercorrelazione.
I vantaggi dei codici di Baker sono nella loro semplicità (come indicato sopra, uno sfasamento di {\displaystyle \scriptstyle \pi } è un semplice cambiamento di segno), ma il rapporto di compressione è più basso rispetto al caso del chirp e la compressione è molto sensibile ai cambiamenti di frequenza dovuti all'effetto Doppler se quel cambiamento è più largo di {\displaystyle \scriptstyle {\frac {1}{T}}}.